# Rhizopulvinaria retamae
Rhizopulvinaria retamae är en insektsart som först beskrevs av Hall 1923.  Rhizopulvinaria retamae ingår i släktet Rhizopulvinaria och familjen skålsköldlöss. Inga underarter finns listade i Catalogue of Life.